# お願いマッスル
「お願いマッスル」（おねがいマッスル）は、紗倉ひびき（ファイルーズあい）と街雄鳴造（石川界人）が歌う、テレビアニメ『ダンベル何キロ持てる?』のオープニングテーマ。

## 概要
2019年7月3日からAT-X、TOKYO MX、KBS京都などで放送されたアニメ『ダンベル何キロ持てる?』のオープニングテーマとして使用され、同年7月24日にエンディングテーマ「マッチョアネーム?」とともに本楽曲が収録されたCDシングルがKADOKAWAにより発売された。
紗倉ひびき役のファイルーズあいは本アニメが初の主演、なおかつ本楽曲が初の歌の収録、初のキャラソンでありながら賞をいくつも受賞しており、共演者の石川も「才能の塊」と称賛している。
2020年2月23日に開催されたダンマスワールドではうんこびいる、筋肉紳士集団ALLOUT、Hilty & Bosch & 筋肉弁護士、リアルアキバボーイズの4組が『お願いマッスル』を披露した。
2021年8月28日に開催された『Animelo Summer Live 2021 -COLORS-』では、ジーナ・ボイド役の東山奈央と奏流院朱美役の雨宮天、鈴木愛理によってカバーされた。

## ミュージックビデオ
2019年7月11日にYouTubeでMV（Muscle Video）が公開されると、1週間で120万再生、5ヶ月で1400万回再生を突破し、2019年のYouTubeのMV再生回数ランキングでは30位を記録した。
このMVには筋肉アイドルでプロレスラーの才木玲佳とボディビルダーの横川尚隆が出演しており、才木演じる女子高生がジムを訪れ、横川演じるトレーナーが筋トレを指導するというストーリー仕立てになっている。また、MVの最後で女子高生が「タフな家政婦さん急募」などと書かれた貼り紙を目にするが、これは同じく才木がMVに出演した動画工房制作のアニメ『うちのメイドがウザすぎる!』での康弘がつばめを採用する際に家に掲示したタフな女性メイドを採用する求人のパロディであり、アニメファンを中心に話題となった。
2020年8月4日にはアニメソングとしては異例の再生回数1億回を突破。9月9日には原作の作画を担当するMAAMによるお祝いイラスト、ファイルーズと石川からのコメント、MV出演の才木と横川からのYouTube投稿の映像コメントが公式サイトに掲載された。2021年7月7日には2億回再生を突破。公式サイトにて、MAAMとアニメでキャラクターデザインを手掛けた菊池愛による描き下ろしイラストが公開された。

### キャスト・スタッフ
- 歌 - 紗倉ひびき（ファイルーズあい）&街雄鳴造（石川界人）
- 出演 - 才木玲佳、横川尚隆
- 作詞 - サイドチェスト烏屋
- 作曲 - サイドチェスト烏屋、シックスパック篠崎
- 編曲 - シックスパック篠崎（TOKYO LOGIC）
- 撮影 - 内藤浩之（プロトテックス）
- 編集 - 林龍之介（JSTUDIO）
- ヘアメイク - 澤西由美花（クララシステム）
- 制作助手 - 高岡遼（KADOKAWA）、水鳥智栄子（KADOKAWA）
- 制作協力 - WALK.
- 撮影協力 - パグナス ボクシングジム、STARDIUM
- 企画 - 竹山沙織（KADOKAWA）

## 歌詞
本楽曲はひびきがメロディを歌い、街雄が合いの手を入れる構成となっており、歌詞は理想の体を目指して日々努力をするひびきをトレーナーの街雄が励ますという内容になっている。
歌詞中の合いの手は実際にボディビルの大会で使われている掛け声がもとになっている。たとえば「二頭がいいね！チョモランマ！」は「二頭がチョモランマ」がもとになっており、これは上腕二頭筋の盛り上がった力こぶを世界最高峰のエベレスト（チョモランマ）にたとえていったものである。「肩にちっちゃい重機のせてんのかい！」は2017年に開催された第58回関東学生ボディビル選手権大会で実際に使われた神奈川大学の掛け声「肩にちっちゃいジープのせてんのかい！」が元であるが、ジープが商標登録されているために重機に変えられている。
また、ファイルーズあいは「めげそうな時思い出して　”努力”が実になれば”魅力”」という歌詞が特に好きだと語っている。

## 評価
本楽曲はその中毒性の高さからYouTubeやニコニコ動画などを中心に流行。アニメの方が「見るプロテイン」と呼ばれるのに対し、本楽曲は「聴くプロテイン」とも形容される。
2019年9月に音楽ダウンロードサービスのmoraが発表した同年7月クールアニメのアニソンダウンロードランキングでは1位を獲得した。これに際し、ひびき役のファイルーズあいは「たくさんの方から『○○で流れてたよ！』や『親の声より聴いた』、『この曲聴いてると筋トレのモチベーションが上がる！』と言って頂けて、とても嬉しかったです！(後略)」とコメントを寄せている。
アニソン定額配信サービスのANiUTaでの楽曲再生数をもとにした年間ランキング大賞”ANiUTa AWARD 2019”にて、「シングル部門」では2位、「夏アニメ主題歌部門」では1位を受賞した。
平成アニソン大賞のスピンオフ企画として開催された「令和元年アニソン大賞」では3位にランクインした。

## CD収録内容
1. お願いマッスル
歌 - 紗倉ひびき（ファイルーズあい）&街雄鳴造（石川界人）
作詞：サイドチェスト烏屋
作曲：サイドチェスト烏屋、シックスパック篠崎
編曲：シックスパック篠崎
2. マッチョアネーム？
歌 - 街雄鳴造（石川界人） 作詞：サイドチェスト烏屋  作曲：サイドチェスト烏屋、シックスパック篠崎
編曲：シックスパック篠崎
3. お願いマッスル (instrumental)
4. マッチョアネーム？ (instrumental)

## カバー
お願いマッスル
- なかやまきんに君 & Singing Cosplayer Hikari - 2022年1月26日配信。フジテレビ系『土曜はナニする!?』2022年1月-3月エンディングテーマ。歌唱者双方のYouTubeチャンネルにMVも投稿されている[24]。
- オーイシマサヨシ - 2022年8月10日配信。カバーソングプロジェクト「CrosSing」よりリリース[25]。同年9月21日より通販サイトで限定販売のアルバム『CrosSing Collection vol.1』にも収録[26]。
- 筋肉組[27]［笹子・ジェニファー・由香（小泉萌香）、新島衣舞紀（七木奏音）、日高さおり（葉月ひまり）、松山ダリア（根岸愛）］ - 2024年エイプリルフールキャンペーンの一環として、2024年4月1日にゲーム『D4DJ Groovy Mix』に追加[28]、アレンジはエレガの竹田祐介[29]。2024年8月14日発売、Peaky P-keyの初セレクションアルバム『Triumphal』でCD初収録。